# Castor (azienda)
Castor è un'azienda italiana produttrice di elettrodomestici. Dal 1984 è un marchio del gruppo svedese Electrolux.

## Storia
Fu fondata, in origine come officina meccanica, nel 1955 a Moncalieri da Francesco Casarini, meccanico autoriparatore immigrato dal Veneto, e Giuseppe Frus, perito meccanico torinese.
Il nome Castor è l'abbreviativo delle lettere iniziali del cognome di uno dei suoi ideatori e della zona dove si trovava, cioè nel torinese.
In breve tempo l'azienda si ingrandì e si specializzò nella produzione di elettrodomestici, e per questo, nel 1962 trasferì l'attività nella vicina Rivoli, dove venne costruito un nuovo stabilimento, ed appena due anni dopo ne fu inaugurato un altro a Chiusa di San Michele. La società assunse così la denominazione Castor Elettrodomestici S.p.A..
L'azienda crebbe in coincidenza del boom dell'elettrodomestico, producendo giornalmente circa duemila apparecchi (1 400 delle quali lavatrici e il resto lavastoviglie), conquistando il 10-13% del mercato nazionale delle lavatrici e al 10% di quello delle lavastoviglie. Nel 1968, Castor raggiunse un fatturato intorno ai 20 miliardi di lire e strinse accordi di cooperazione e di scambio anche con aziende estere del settore e con filiali in vari paesi europei.
Nel 1969, Castor venne ceduta dal cavalier Casarini alla Zanussi, azienda pordenonese concorrente sul mercato di lavatrici e lavastoviglie, e mutò denominazione in Castor-Zanussi.
Nel 1971, la società torinese aveva in organico circa 1 800 lavoratori, che all'inizio della sua attività ne contava soltanto 6, ma dopo un anno, in base ad un piano di ristrutturazione deciso dalla Zanussi, gran parte di questi operai furono posti in cassa integrazione o mandati in pensione.
Nel 1973 gli stabilimenti di Rivoli e Chiusa di San Michele furono chiusi, e l'intera produzione della Castor venne trasferita a Pordenone, cessando quindi di esistere come azienda autonoma e diventando a tutti gli effetti un marchio della Zanussi.
Dal 1984 è un marchio di proprietà della multinazionale svedese Electrolux, che in quell'anno acquisì l'azienda pordenonese.

## Sponsorizzazione

Castor come sponsor di maglia della nella stagione 1984-1985

Castor è stata sponsor ufficiale della squadra di calcio italiana della Lazio dal 1984 al 1986.